# Giro del Trentino 1994
Il Giro del Trentino 1994, diciottesima edizione della corsa, si svolse dal 10 al 13 maggio su un percorso di 675 km ripartiti in 4 tappe, con partenza ad Arco e arrivo a Riva del Garda. Fu vinto dall'italiano Moreno Argentin della Gewiss-Ballan davanti al russo Evgenij Berzin e all'italiano Francesco Casagrande.

## Tappe
| Tappa  | Data      | Percorso                 | km  | Vincitore di tappa  | Leader cl. generale |
| ------ | --------- | ------------------------ | --- | ------------------- | ------------------- |
| 1ª     | 10 maggio | Arco > Trento            | 153 | Adriano Baffi       | Adriano Baffi       |
| 2ª     | 11 maggio | Trento > Folgarida       | 178 | Moreno Argentin     | Moreno Argentin     |
| 3ª     | 12 maggio | Dimaro > Daone           | 168 | Gianni Faresin      | Moreno Argentin     |
| 4ª     | 13 maggio | Roncone > Riva del Garda | 176 | Maximilian Sciandri | Moreno Argentin     |
| Totale | Totale    | Totale                   | 675 |                     |                     |

## Dettagli delle tappe

### 1ª tappa
- 10 maggio: Arco > Trento – 153 km

| Pos. | Corridore        | Squadra       | Tempo    |
| ---- | ---------------- | ------------- | -------- |
| 1    | Adriano Baffi    | Mercatone Uno | 4h22'57" |
| 2    | Giovanni Fidanza | Polti         | s.t.     |
| 3    | Andrea Ferrigato | ZG Mobili     | s.t.     |

| Pos. | Corridore     | Squadra       | Tempo |
| ---- | ------------- | ------------- | ----- |
| 1    | Adriano Baffi | Mercatone Uno |       |

### 2ª tappa
- 11 maggio: Trento > Folgarida – 178 km

| Pos. | Corridore            | Squadra       | Tempo    |
| ---- | -------------------- | ------------- | -------- |
| 1    | Moreno Argentin      | Gewiss-Ballan | 4h56'57" |
| 2    | Evgenij Berzin       | Gewiss-Ballan | a 20"    |
| 3    | Francesco Casagrande | Mercatone Uno | a 26"    |

| Pos. | Corridore       | Squadra       | Tempo |
| ---- | --------------- | ------------- | ----- |
| 1    | Moreno Argentin | Gewiss-Ballan |       |

### 3ª tappa
- 12 maggio: Dimaro > Daone – 168 km

| Pos. | Corridore           | Squadra    | Tempo    |
| ---- | ------------------- | ---------- | -------- |
| 1    | Gianni Faresin      | Panaria    | 4h17'02" |
| 2    | Marco Giovannetti   | Mapei-CLAS | s.t.     |
| 3    | Stefano Della Santa | Mapei-CLAS | a 7"     |

| Pos. | Corridore       | Squadra       | Tempo |
| ---- | --------------- | ------------- | ----- |
| 1    | Moreno Argentin | Gewiss-Ballan |       |

### 4ª tappa
- 13 maggio: Roncone > Riva del Garda – 176 km

| Pos. | Corridore           | Squadra       | Tempo    |
| ---- | ------------------- | ------------- | -------- |
| 1    | Maximilian Sciandri | MG Boys       | 4h48'32" |
| 2    | Gianni Bugno        | Polti         | s.t.     |
| 3    | Evgenij Berzin      | Gewiss-Ballan | s.t.     |

| Pos. | Corridore            | Squadra       | Tempo     |
| ---- | -------------------- | ------------- | --------- |
| 1    | Moreno Argentin      | Gewiss-Ballan | 18h15'45" |
| 2    | Evgenij Berzin       | Gewiss-Ballan | a 19"     |
| 3    | Francesco Casagrande | Mercatone Uno | a 28"     |

## Classifiche finali

### Classifica generale
| Pos. | Corridore              | Squadra                      | Tempo     |
| ---- | ---------------------- | ---------------------------- | --------- |
| 1    | Moreno Argentin        | Gewiss-Ballan                | 18h15'45" |
| 2    | Evgenij Berzin         | Gewiss-Ballan                | a 19"     |
| 3    | Francesco Casagrande   | Mercatone Uno-Medeghin       | a 28"     |
| 4    | Marco Pantani          | Carrera-Tassoni              | a 31"     |
| 5    | Nelson Rodriguez Serna | ZG Mobili-Selle Italia       | a 35"     |
| 6    | Armand De Las Cuevas   | Castorama                    | a 1'04"   |
| 7    | Michele Bartoli        | Mercatone Uno-Medeghin       | a 1'35"   |
| 8    | Davide Rebellin        | MG Boys Maglificio-Technogym | a 1'48"   |
| 9    | Claudio Chiappucci     | Carrera-Tassoni              | a 1'49"   |
| 10   | Enrico Zaina           | Gewiss-Ballan                | a 1'59"   |